# Elezioni parlamentari in Dominica del 2005
Le elezioni parlamentari in Dominica del 2005 si tennero il 5 maggio per il rinnovo della Camera dell'Assemblea.

## Risultati
| Liste                             | Voti   | %     | Seggi |
| --------------------------------- | ------ | ----- | ----- |
| Partito Laburista di Dominica     | 19 741 | 50,70 | 12    |
| Partito Unito dei Lavoratori      | 16 529 | 42,45 | 8     |
| Partito della Libertà di Dominica | 1 194  | 3,07  | –     |
| Partito Progressista di Dominica  | 23     | 0,06  | –     |
| Indipendenti                      | 426    | 1,09  | 1     |
| Totale                            | 38 935 | 100   | 21    |